# Новаковский сельский совет (Лубенский район)
Новаковский сельский совет (укр. Новаківська сільська рада) — входит в состав
Лубенского района
Полтавской области
Украины.
Административный центр сельского совета находится в 
с. Новаки.

## Населённые пункты совета
- с. Новаки
- с. Пышное